# Pseudotremia spira
Pseudotremia spira är en mångfotingart som beskrevs av Shear 1972. Pseudotremia spira ingår i släktet Pseudotremia och familjen Cleidogonidae. Inga underarter finns listade i Catalogue of Life.